# Indianapolis Tennis Championships 1997 - Qualificazioni doppio
Le qualificazioni del doppio  dell'Indianapolis Tennis Championships 1997 sono state un torneo di tennis preliminare per accedere alla fase finale della manifestazione. I vincitori dell'ultimo turno sono entrati di diritto nel tabellone principale. In caso di ritiro di uno o più giocatori aventi diritto a questi sono subentrati i lucky loser, ossia i giocatori che hanno perso nell'ultimo turno ma che avevano una classifica più alta rispetto agli altri partecipanti che avevano comunque perso nel turno finale.
Le qualificazioni del doppio del torneo Indianapolis Tennis Championships 1997 prevedevano 8 coppie partecipanti di cui 2 sono entrate nel tabellone principale.

## Teste di serie
1. Tommy Ho /  Kenny Thorne (primo turno)
2. Eyal Ran /  Davide Sanguinetti (primo turno)

1. Michael Tebbutt /  Mikael Tillström (Qualificati)
2. Jim Thomas /  Raviv Weidenfeld (primo turno)

## Qualificati
1. Luke Smith  /   Mitch Sprengelmeyer

1. Michael Tebbutt  /   Mikael Tillström

## Tabellone

### Legenda
| - Q = Qualificato - WC = Wild card - LL = Lucky loser | - ALT = Alternate - SE = Special Exempt - PR = Protected Ranking | - w/o = Walkover - r = Ritirato - d = Squalificato |

### Sezione 1
|  | Primo turno | Primo turno                    | Primo turno                    | Primo turno | Primo turno |  |  | Ultimo turno                   | Ultimo turno                   | Ultimo turno                   | Ultimo turno | Ultimo turno |  |
|  |             |                                |                                |             |             |  |  |                                |                                |                                |              |              |  |
|  |             | Luke Smith Mitch Sprengelmeyer | Luke Smith Mitch Sprengelmeyer | 6           | 7           |  |  |                                |                                |                                |              |              |  |
|  | 1           | Tommy Ho Kenny Thorne          | Tommy Ho Kenny Thorne          | 4           | 6           |  |  | Luke Smith Mitch Sprengelmeyer | Luke Smith Mitch Sprengelmeyer | Luke Smith Mitch Sprengelmeyer | 7            | 6            |  |
|  |             | Joshua Osswald Phil Whitesell  | Joshua Osswald Phil Whitesell  | 6           | 6           |  |  | Joshua Osswald Phil Whitesell  | Joshua Osswald Phil Whitesell  | Joshua Osswald Phil Whitesell  | 6            | 3            |  |
|  | 4           | Jim Thomas Raviv Weidenfeld    | Jim Thomas Raviv Weidenfeld    | 4           | 4           |  |  |                                |                                |                                |              |              |  |

### Sezione 2
|  | Primo turno | Primo turno                      | Primo turno                      | Primo turno | Primo turno |  |  | Ultimo turno | Ultimo turno                     | Ultimo turno | Ultimo turno | Ultimo turno |  |
|  |             |                                  |                                  |             |             |  |  |              |                                  |              |              |              |  |
|  |             | Scott Draper Jason Stoltenberg   | 2                                | 7           | 6           |  |  |              |                                  |              |              |              |  |
|  | 2           | Eyal Ran Davide Sanguinetti      | 6                                | 6           | 0           |  |  |              | Scott Draper Jason Stoltenberg   | 6            | 3            | 3            |  |
|  | 3           | Michael Tebbutt Mikael Tillström | Michael Tebbutt Mikael Tillström | 7           | 6           |  |  | 3            | Michael Tebbutt Mikael Tillström | 4            | 6            | 6            |  |
|  |             | Vimal Patel Rick Witsken         | Vimal Patel Rick Witsken         | 5           | 4           |  |  |              |                                  |              |              |              |  |